# Schedar
Schedar (alpha Cassiopeiae) is de helderste ster in het sterrenbeeld Cassiopeia.
De ster staat ook bekend als Shedir en Schedir.